# Objectief met vaste brandpuntsafstand

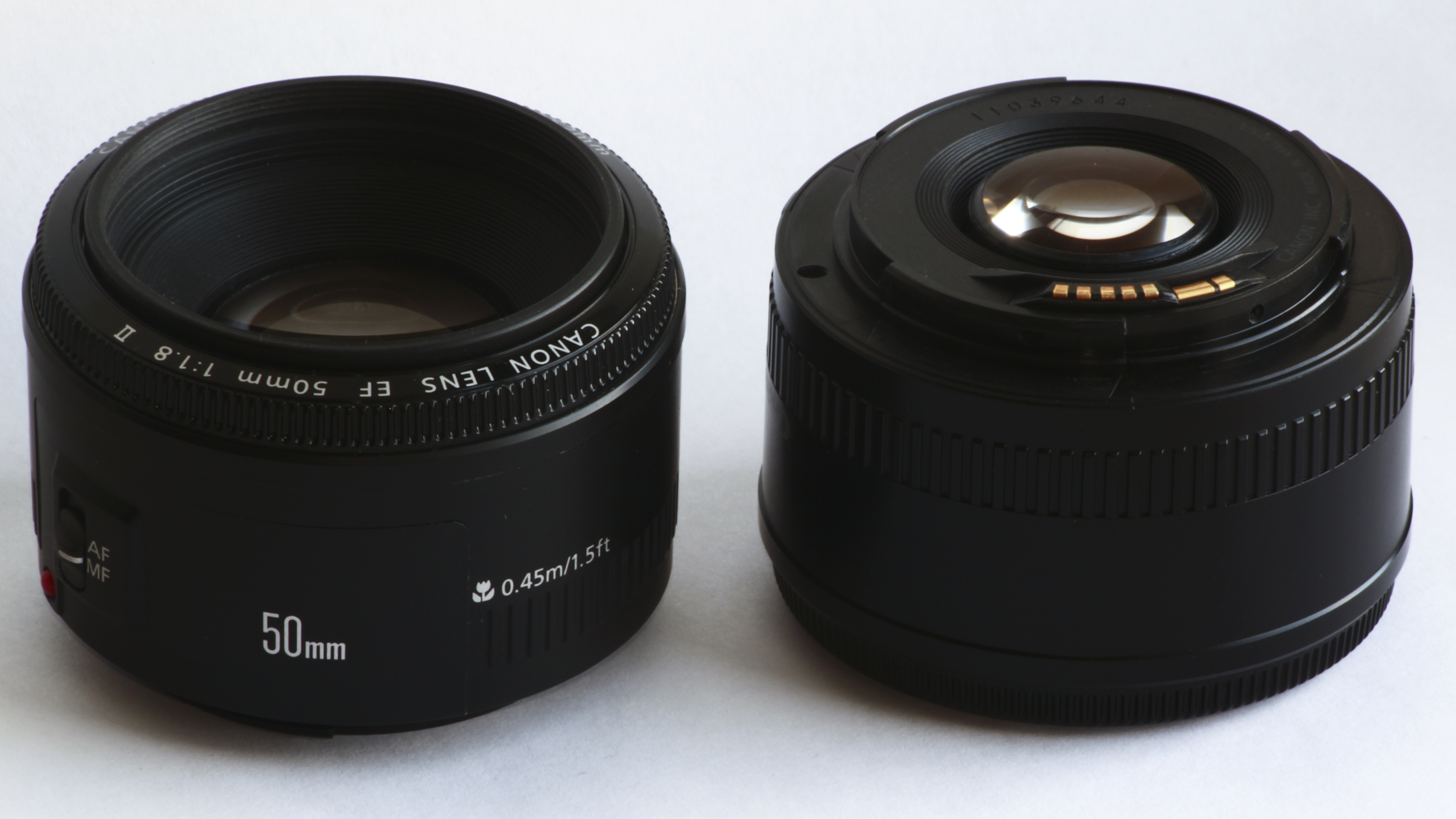
Canon EF 50mm f/1.8 II.

Een objectief met vaste brandpuntsafstand is in de fotografie een objectief waarvan de brandpuntsafstand niet variabel is, dit in tegenstelling tot een zoomobjectief.
In vakjargon wordt het soms een ‘primelens’ genoemd, hoewel deze term aanleiding tot verwarring geeft omdat hij in verschillende betekenissen wordt gebruikt.

## Categorieën
Een fotograaf heeft de keuze uit grofweg drie categorieën van objectieven met vaste brandpuntsafstand, waarbij van kleinbeeld wordt uitgegaan:
- groothoek, met een beeldhoek van ca 75°;
- standaard, waarbij ‘standaard’ of ‘normaal’ het blikveld van een menselijk oog benadert, ongeveer 46°;
- tele, variërend van 18° tot 2°.

Het hangt af van het onderwerp of gekozen wordt voor een objectief met respectievelijk een korte, standaard of grote brandpuntsafstand. Bij een kleinbeeldcamera spreekt men bijvoorbeeld bij 28mm van groothoek, bij 50mm van standaard en bij 135 mm van tele. Een groothoekobjectief leent zich prima voor weidse panorama’s en interieurfoto’s, een standaardobjectief is goed voor dagelijks gebruik en een teleobjectief voor afstandsfoto’s.

## Eigenschappen
Een vast objectief is weliswaar minder veelzijdig dan een zoomobjectief, maar daar staat tegenover dat het vaak van superieure optische kwaliteit is, een groter maximaal diafragma levert, lichter van gewicht is en kleiner van formaat. Dit komt doordat het uit minder bewegende delen bestaat en de optische elementen slechts voor een bepaalde brandpuntsafstand moeten worden geoptimaliseerd. Sommige vaste brandpuntsobjectieven zijn zo lichtsterk dat ze ook nog bij slechte lichtomstandigheden te gebruiken zijn. Het is om deze reden ook de favoriete lens van de straatfotograaf of van andere fotografen die een lichte en compacte uitrusting verkiezen.

## Voordelen van een lichtsterk vast objectief
Dat de grotere diafragma's meer licht doorlaten, komt de fotograaf op verschillende manieren ten goede.
1. Bij grotere openingen (klein diafragmagetal) kan hij korte sluitertijden gebruiken om beweging te bevriezen en bewegingsonscherpte vermijden. Dit wordt belangrijk wanneer de fotograaf bij weinig licht fotografeert. Door een hoge filmgevoeligheid (soms foutief 'ISO' genoemd) en een grote lensopening (bijvoorbeeld diafragma f1.8) te kiezen, kunnen voldoende korte sluitertijden (bijvoorbeeld 1/250 seconde of korter) worden gebruikt, zodat de camera bij het fotograferen gewoon in de hand kan worden gehouden.
2. Omdat 'snelle lenzen' meer licht doorlaten, is de zoeker van een spiegelreflexcamera bovendien helderder, wat het makkelijker maakt om scherp te stellen.
3. Portretfotografen bijvoorbeeld appreciëren controle over de scherptediepte. Een van de voordelen van het gebruik van een lichtsterk (‘snel’) objectief is de geringe(re) scherptediepte bij de volle lensopening. De fotograaf kan het onderwerp gemakkelijker laten contrasteren tegen de diffuse zachtheid van een onscherpe achtergrond.